# Jackie Sato
Jackie Sato  (ジャッキー 佐藤?, Jakkī Satō), pseudonimo di Naoko Satō (佐藤 尚子?, Satō Naoko; Yokohama, 30 ottobre 1957 – 9 agosto 1999), è stata una wrestler giapponese.

## Biografia parziale
Nata il 30 ottobre 1957 a Kanagawa, prefettura di Yokohama, è stata giocatrice di basket prima di approdare definitivamente al wrestling.
Dal suo debutto nel mondo del wrestling, avvenuto il 27 aprile 1975 contro Maki Ueda (con cui costituì poi la squadra de Le Beauty Pair) ancora oggi rappresenta la storia della lotta femminile di origine nipponica che nei primi anni '80 raggiunse il suo massimo splendore anche grazie a lottatrici come Maki Ueda, Nancy Kumi e Mimì Hagiwara.
È deceduta per un tumore allo stomaco il 9 agosto 1999 nel Kawasaki Municipal Hospital.